# Chrysomela tremulae
Chrysomela tremulae là một loài bọ cánh cứng trong họ Chrysomelidae. Loài này được Fabricius miêu tả khoa học năm 1787.